# Гаплогруппа T2b (мтДНК)
Гаплогруппа T2b — гаплогруппа митохондриальной ДНК человека.

## Субклады
- T2b-a
- T2b-b
  - T2b23
- T2b-c
  - T2b16
- T2b-d
  - T2b34
- T2b-e
  - T2b25
- T2b-f
- T2b-g
  - T2b22

## Распространение

### Кавказ
Тюркоязычные народы
- Балкарцы — 0,4 % (235)
  - малкарцы — 1,6 % (64)
- Карачаевцы — 0,8 % (123)

## Палеогенетика

### Неолит
Старчево-кришская культура
- I2215 | MP9 __ Malak Preslavets __ Малык-Преславец, Главиница (община), Силистренская область, Болгария __ 6073-5985 calBCE (7160±30 BP, PSUAMS-2341) __ T2b.[2]

- I0704 | DZHU 7 __ Dzhulyunitsa, grave 3 (1) __ Джулюница (Великотырновская область), Болгария __ 6034-5843 calBCE (7070±50 BP, Poz-81119) __ Ж __ T2b.[2]

Культура линейно-ленточной керамики
- I5206 | Ind. 23 __ Asparn/Schletz __ Аспарн-ан-дер-Цайя, Мистельбах (округ), Нижняя Австрия, Австрия __ 5500-4500 BCE (6950 BP) __ Ж __ T2b.[2][3]

- I0056 | HAL14 __ Halberstadt-Sonntagsfeld __ Хальберштадт, Гарц (район), Саксония-Анхальт, Германия __ 5213-5009 calBCE (6156±35 BP, MAMS-21480) __ М __ G2a2a (PF3147, PF3175, PF3181) # T2b.[4][5][3]

Баальбергская культура
- I6677 | BILI_4, National Museum No. P7A 7558 __ Bílina, Titzler's  sandpit __ Билина, Теплице (район), Устецкий край, Чехия __ 3800-3400 BCE (5550 BP) __ М __ H2 > H2d1 # T2b.[3]

Вальтерниенбург-Бернбург
- I0172 | ESP24 __ Esperstedt __ Эсперштедт (Обхаузен), Саксония-Анхальт, Германия __ 3360-3086 calBCE (4502±48 BP, Erl-8699) __ М __ I2a1b1a1 (S2703) # T2b.[4][2]

- BENZ 6 __ Benzingerode I (feature 5279) __ Вернигероде, Гарц (район), Саксония-Анхальт, Германия __ 3101-2919 calBCE (4410±60 BP, Er-5555) __ T2b.[6]

### Халколит
Трипольская культура
- I2110 | 4.V4a-H4 __ Вертеба (site #7) __ Борщёвский район, Тернопольская область, Украина __ 3911-3659 calBCE (4976±33 BP, OxA-26203) __ М __ G2a2b2a # T2b.[2][3]

Древний Ближний Восток
- CBT001 __ Çamlıbel tarlası[англ.] (Grave 1, 204-1103) __ Чорум (ил), Турция __ 3627-3377 calBCE (4725±20 BP, MAMS-41627) __ Ж __ T2b.[7]

Баденская культура
- I2370 | GEN16a __ Alsónémedi (grave 24) __ Пешт (медье), Центральная Венгрия, Венгрия __ 3346-2945 calBCE (4460±40 BP, Poz-88230) __ Ж __ T2b.[5][3]

Культура шаровидных амфор
- ILK002 __ Ilyatka (ind. 2) __ Илятка, Старосинявский район, Хмельницкая область, Украина __ 2890-2694 calBCE (4192±22 BP, MAMS-30073) __ М __ I2a2a1b2 (Z161) > I-Y167771 # T2b.[2]

### Бронзовый век
Западноанатолийская цивилизация
- I2683 | G3/95 __ Harmanoren-Gondurle Hoyuk __ Атабей, Ыспарта (ил), Турция __ 2618-2470 calBCE (4015±30 BP, PSUAMS-1988) __ Ж __ T2b.[8][2][3]

Ватя
- RISE479 | ID 1129/1706 Q3 (P23) __ Erd 4 __ Эрд, Пешт (медье), Центральная Венгрия, Венгрия __ 2000-1500 BCE (3700 BP) __ М __ I2a2a1a2a (L1229) # T2b.[9][2]

Марошская культура
- RISE374 __ Szöreg, Sziv Utca (grave 147) __ Сегед, Чонград (медье), Южный Альфёльд, Венгрия __ 1866-1619 calBCE (3402±34 BP, OxA-30989) __ М __ G2a2a1a2a (FGC7739) > G-Y140837 # T2b.[9][2]

Коготас I
- I3491 | S-EVA 26054 __ Fuente la Mora __ Вальядолид (провинция), Кастилия-Леон, Испания __ 1850–1150 BCE __ Ж __ T2b.[10]

Скандинавский бронзовый век
- RISE276 __ Trundholm mose II (bog find 1940) __ Одсхерред (коммуна), Зеландия (регион), Дания __ 794-547 calBCE (2525±25 BP, OxA-30485) __ М __ R1b1a2 (L265, PF6500) > R-L52 # T2b.[9][2]

### Железный век
Скифо-сибирский мир
- Ze_2 __ Zevakino (kurgan 99b) __ Зевакино (Восточно-Казахстанская область), Казахстан __ 9th–7th c. BCE __ T2b.[11]

Скифы
- MJ-16 | 32 __ Medwin (group I, mound 6/1) __ Медвин (Богуславский район), Киевская область, Украина __ 755-414 calBCE (2455±30 BP) __ М __ J2a8-B437 > J2a1a1b2a1a # T2b.[12]

Хунну
- BUR001 | AT-589 __ Tamiryn Ulaan Khoshuu (Burkhan Tolgoi) __ Архангай, Монголия __ 154 BCE – 2 CE (2051±15 BP, GrM-13986) __ Ж __ T2b.[13]

### Античность
Тарраконская Испания
- I8475 | 10-SU-28-D1-E-16 __ Empúries __ Ла-Эскала, Альт-Эмпорда, Жирона (провинция), Каталония, Испания __ 100–200 CE __ Ж __ T2b.[10]

Остия-Антика
- R117 | RMPR-117 __ San Ercolano (110/352) __ Рим, Лацио, Италия __ 400–600 CE __ М __ J-M410 > J2a1a1a2b1b # T2b > T2b25a*.[14]

### Средние века
Папская область
- R65 | RMPR 65 __ Villa Magna (VM 09; MON BII; 4378) __ Ананьи, Фрозиноне (провинция), Лацио, Италия __ 1070–1150 calCE __ Ж __ T2b.

- R1287 | RMPR-1287 __ Palazzo della Cancelleria (US 450 B) __ Понте (район), Рим, Лацио, Италия __ 1411–1447 calCE __ М __ R-U152 > R-Y266910 # T2b > T2b44b.

## Публикации
2013
- Brandt G, Haak W, Adler CJ; et al. (Октябрь 2013). Ancient DNA Reveals Key Stages in the Formation of Central European Mitochondrial Genetic Diversity. Science. 342 (6155): 257–261. doi:10.1126/science.1241844. PMC 4039305. PMID 24115443. {{cite journal}}: Явное указание et al. в: |author= (справка)Википедия:Обслуживание CS1 (множественные имена: authors list) (ссылка)

2015
- Allentoft ME, Sikora M, Sjögren KG; et al. (Июнь 2015). Population genomics of Bronze Age Eurasia. Nature. 522 (7555): 167–172. doi:10.1038/nature14507. PMID 26062507. {{cite journal}}: Явное указание et al. в: |author= (справка)Википедия:Обслуживание CS1 (множественные имена: authors list) (ссылка)
- Mathieson I, Lazaridis I, Rohland N; et al. (Декабрь 2015). Genome-wide patterns of selection in 230 ancient Eurasians. Nature. 528 (7583): 499–503. doi:10.1038/nature16152. PMC 4918750. PMID 26595274. {{cite journal}}: Явное указание et al. в: |author= (справка)Википедия:Обслуживание CS1 (множественные имена: authors list) (ссылка)

2017
- Unterländer M, Palstra F, Lazaridis I; et al. (Март 2017). Ancestry and demography and descendants of Iron Age nomads of the Eurasian Steppe. Nature Communications. 8. doi:10.1038/ncomms14615. PMC 5337992. PMID 28256537. {{cite journal}}: Явное указание et al. в: |author= (справка)Википедия:Обслуживание CS1 (множественные имена: authors list) (ссылка)
- Lazaridis I, Mittnik A, Patterson N; et al. (Август 2017). Genetic origins of the Minoans and Mycenaeans. Nature. 548 (7666): 214–218. doi:10.1038/nature23310. PMC 5565772. PMID 28783727. {{cite journal}}: Явное указание et al. в: |author= (справка)Википедия:Обслуживание CS1 (множественные имена: authors list) (ссылка)
- Lipson M, Szécsényi-Nagy A, Mallick S; et al. (Ноябрь 2017). Parallel palaeogenomic transects reveal complex genetic history of early European farmers. Nature. 551 (7680): 368–372. doi:10.1038/nature24476. PMC 5973800. PMID 29144465. {{cite journal}}: Явное указание et al. в: |author= (справка)Википедия:Обслуживание CS1 (множественные имена: authors list) (ссылка)

2018
- Mathieson I, Alpaslan-Roodenberg S, Posth C; et al. (Март 2018). The genomic history of southeastern Europe. Nature. 555 (7695): 197–203. doi:10.1038/nature25778. PMC 6091220. PMID 29466330. {{cite journal}}: Явное указание et al. в: |author= (справка)Википедия:Обслуживание CS1 (множественные имена: authors list) (ссылка)

2019
- Джаубермезов М. А., Екомасова Н. В., Рейдла М., Литвинов С. С., Габидуллина Л. Р., Виллемс Р., Хуснутдинова Э. К. Генетическая характеристика балкарцев и карачаевцев по данным об изменчивости митохондриальной ДНК // Генетика. — 2019. — Т. 55, № 1. — С. 110—120.
- Olalde I, Mallick S, Patterson N; et al. (Март 2019). The genomic history of the Iberian Peninsula over the past 8000 years. Science. 363 (6432): 1230–1234. doi:10.1126/science.aav4040. PMC 6436108. PMID 30872528. {{cite journal}}: Явное указание et al. в: |author= (справка)Википедия:Обслуживание CS1 (множественные имена: authors list) (ссылка)
- Järve M, Saag L, Scheib CL; et al. (Июль 2019). Shifts in the Genetic Landscape of the Western Eurasian Steppe Associated with the Beginning and End of the Scythian Dominance. Current Biology. 29 (14): 2430-2441.e10. doi:10.1016/j.cub.2019.06.019. PMID 31303491. {{cite journal}}: Явное указание et al. в: |author= (справка)Википедия:Обслуживание CS1 (множественные имена: authors list) (ссылка)
- Narasimhan V., Patterson N., Moorjani P; et al. (Сентябрь 2019). The formation of human populations in South and Central Asia. Science. 365 (6457). doi:10.1126/science.aat7487. PMC 6822619. PMID 31488661. {{cite journal}}: Явное указание et al. в: |author= (справка)Википедия:Обслуживание CS1 (множественные имена: authors list) (ссылка)
- Antonio ML, Gao Z, Moots HM; et al. (Ноябрь 2019). Ancient Rome: A genetic crossroads of Europe and the Mediterranean. Science. 366 (6466): 708–714. doi:10.1126/science.aay6826. PMC 7093155. PMID 31699931. {{cite journal}}: Явное указание et al. в: |author= (справка)Википедия:Обслуживание CS1 (множественные имена: authors list) (ссылка)

2020
- Skourtanioti E, Erdal YS, Frangipane M; et al. (Май 2020). Genomic History of Neolithic to Bronze Age Anatolia, Northern Levant, and Southern Caucasus. Cell. 181 (5): 1158-1175.e28. doi:10.1016/j.cell.2020.04.044. PMID 32470401. {{cite journal}}: Явное указание et al. в: |author= (справка)Википедия:Обслуживание CS1 (множественные имена: authors list) (ссылка)
- Jeong C, Wang K, Wilkin S; et al. (Ноябрь 2020). A Dynamic 6,000-Year Genetic History of Eurasia's Eastern Steppe. Cell. 183 (4): 890-904.e29. doi:10.1016/j.cell.2020.10.015. PMC 7664836. PMID 33157037. {{cite journal}}: Явное указание et al. в: |author= (справка)Википедия:Обслуживание CS1 (множественные имена: authors list) (ссылка)